# Lavočkin La-5
Lavočkin La-5 (rusko Лавочкин Ла-5) je bilo sovjetsko lovsko letalo druge svetovne vojne. »Lavočka«, kot so ga je prijel naziv med piloti, je skupaj z lovcem Jak-9 predstavljal hrbtenico sovjetskih lovskih polkov saj so ji v več inačicah izdelali okoli 10.000. 

## Začetek proizvodnje
Letalo je nastalo iz lovca LaGG-3, ki so mu vstavili nov, močnejši radialen motor. Prvič je poletelo pod imenom LaGG-5, kasneje pa so s prestukturiranjem tovarne, letalo preimenovali v La-5. Tudi La-5 je bil izdelan pretežno iz lesa, bilo pa je lahko, izredno okretno in izjemno hitro (predvsem v spodnjih zračnih plasteh). V letu 1943 je postalo eno glavnih letal na vzhodni fronti in  eden prvih sovjetskih lovcev, ki je bil primerljiv z nemškimi. Kasneje so s posodobitvami obstoječega letala izdelali popolnoma novo lovsko letalo, Lavočkin La-7. 

## Uspehi letala
Letalo je postalo eno vodilnih sovjetskih lovcev, ki so po letu 1943 pomagali vzpostaviti ravnotežje v zraku. Letalo je, kljub nekoliko slabši oboroženosti, predstavljalo pomemben preskok v oblikovanju sovjetskih lovcev. Po mnenju mnogih pilotov je bil La-5 najboljše letalo v zraku v trenutku, ko je poseglo v boje.
Do konca vojne so izdelali nekaj manj kot 10.000 izvedenk tega modela, v mnogih državah vzhodnega bloka pa so ga izdelovali še po vojni.